# Réserve d'aire marine nationale de conservation et site du patrimoine haïda Gwaii Haanas
La réserve d’aire marine nationale de conservation et site du patrimoine haïda Gwaii Haanas est une aire marine protégée du Canada créée en 2010 située en Colombie-Britannique, au sud de l'archipel Haida Gwaii (anciennement îles de la Reine-Charlotte). Cette aire protégée de 3 500 km2 est adjacente à la réserve de parc national et site du patrimoine haïda Gwaii Haanas.

## Toponymie
Le nom de Gwaii Haanas provient du nom haïda de l'île Moresby. Il signifie plus ou moins « île de merveille et de beauté ».